# Mathodu, Shimoga
Mathodu là một làng thuộc tehsil Shimoga, huyện Shimoga, bang Karnataka, Ấn Độ.